# Герб Великоолександрівського району
Герб Великоолександрівського району — офіційний символ Великоолександрівського району, затверджений рішенням районної ради.

## Опис
На лазуровому щиті стилізоване колосся золотої пшениці; над колоссям сходить золоте сонце, під колоссям - золота напівшестерня з трьома золотими хвилястими лініями знизу. 